# Apadana

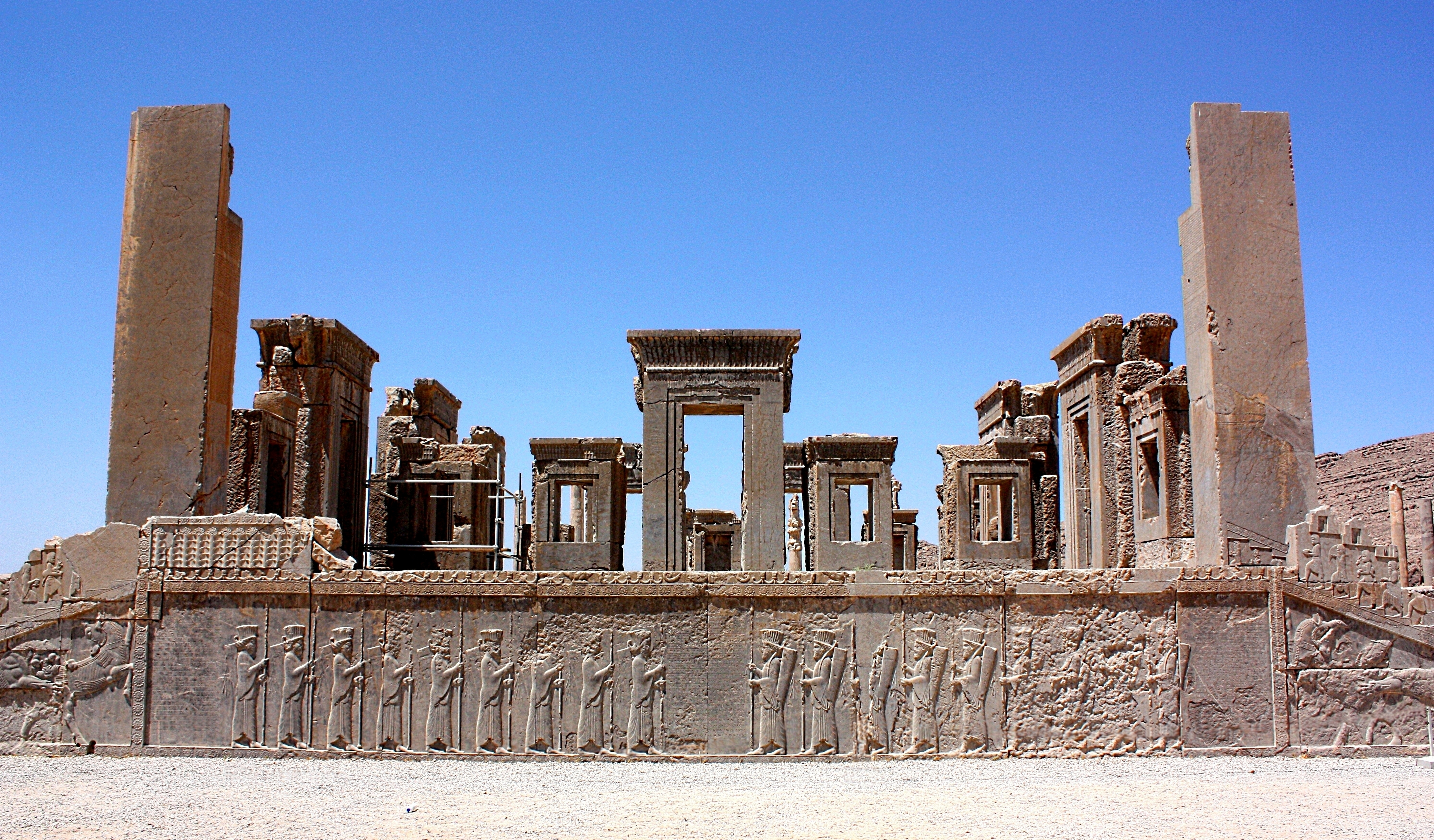
Vue du palais de Darius le Grand à Persépolis.

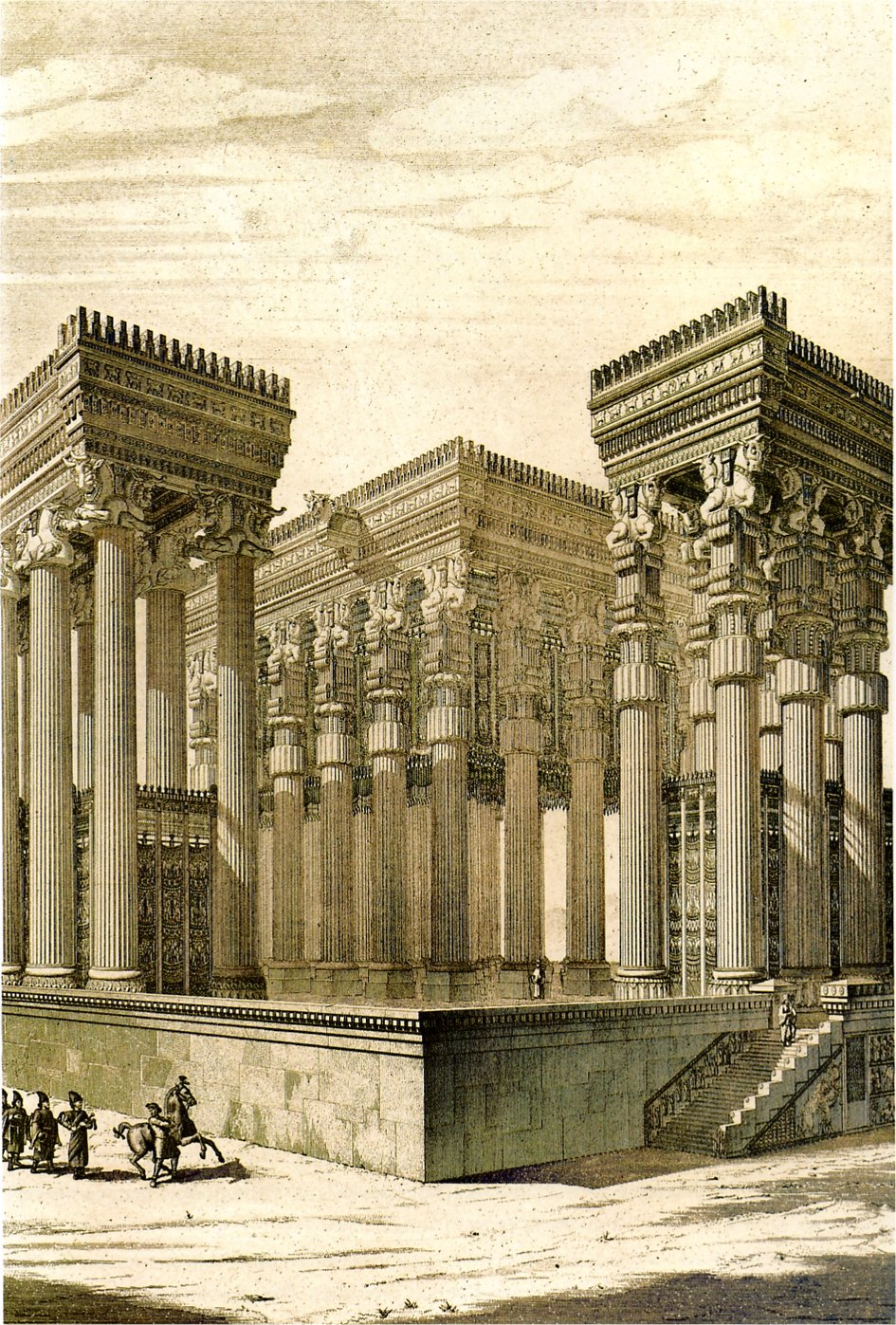
Reconstitution de l'Apadana de Persépolis par Charles Chipiez.

Une apadana (persan : آپادانا, āpādānā) est une salle du trône dans les palais des anciens rois de Perse. C'est une salle hypostyle, dont un exemple subsiste à l'état de vestige à Suse, ou un autre à Persépolis, mieux conservé. Cette dernière a été construite au Ve siècle av. J.-C. par Darius et complétée par Xerxès.